# Abbey Road (rue)
Pour les articles homonymes, voir Abbey Road.
Abbey Road est une rue de Londres, au Royaume-Uni. Elle a été rendue mondialement célèbre par les Beatles, qui se sont fait photographier sur le passage piéton, devant les studios où ils ont enregistré la majorité de leur répertoire, pour la pochette de leur avant-dernier album en septembre 1969, lequel porte par ailleurs le nom de cette rue. Elle est de ce fait un lieu très prisé du tourisme londonien.

## Situation et accès
Elle est située dans les arrondissements de Camden et de Westminster, orientée nord-ouest / sud-est à travers le quartier St. John's Wood près du stade Lord's Cricket Ground.
L'extrémité nord-ouest d'Abbey Road commence dans le quartier Kilburn à l'intersection des rues Quex Road et West End Lane. La rue continue au sud-est en direction de l'abbaye de Westminster sur plus d'un kilomètre, croisant les voies Belsize Road, Boundary Road, Blenheim Terrasse et Marlborough Place, et elle se termine à l'intersection des voies Grove End Road et Garden Road.

## Origine du nom
Le nom signifie « route de l'abbaye ». Selon Edward Walford, il serait attesté depuis au moins l'époque d'Henri VIII d'Angleterre (« Bluff King Hal »), alors que Kilburn (maintenant partie intégrante de Londres) n'était qu'un hameau d'une vingtaine de maisons rassemblées autour d'une chapelle ou d'un petit prieuré, d'où le nom d'Abbey Road, qui a survécu jusqu'à notre époque.

## Historique

### Les studios Abbey Road
Les studios d'EMI, aujourd'hui officiellement nommés « Studios Abbey Road », sont situés à l'extrémité sud-est, au 3 Abbey Road à St John's Wood. Les Beatles et bien d'autres artistes de musique populaire ont utilisé ces studios d'enregistrement. Les Beatles, qui y ont enregistré la plupart de leurs chansons, entre 1962 et 1969, ont nommé l'avant-dernier album qu'ils ont réalisé ensemble Abbey Road en 1969 en référence à la rue. La pochette montre les quatre artistes traversant le passage piéton situé à une trentaine de mètres des studios. Depuis 1970, Londres a ajouté cette partie d'Abbey Road dans le circuit touristique de la ville.

## Bâtiments remarquables et lieux de mémoire

### Un site touristique
Le passage piéton (inscrit au patrimoine national britannique en 2010) figurant sur la pochette des Beatles, ainsi que celui situé plus au nord, sont devenus de véritables sites touristiques où l'on se fait volontiers photographier, malgré la circulation très dense. L'image des Beatles traversant Abbey Road au passage piéton a été de nombreuses fois parodiée,.
Le panneau affichant Abbey Road (photo du milieu) à l'angle des rues Grove End Road et Abbey Road a été retiré. Les autorités municipales l'ont installé plus haut, sur le mur extérieur d'un immeuble, comme l'indique la photo de droite (se mettant ainsi à l'abri des dépenses engendrées par le nettoyage ou le remplacement régulier du panneau). La Ville a coulé dans le béton les bases des poteaux qui maintenaient les panneaux d'Abbey Road car ils étaient régulièrement volés.

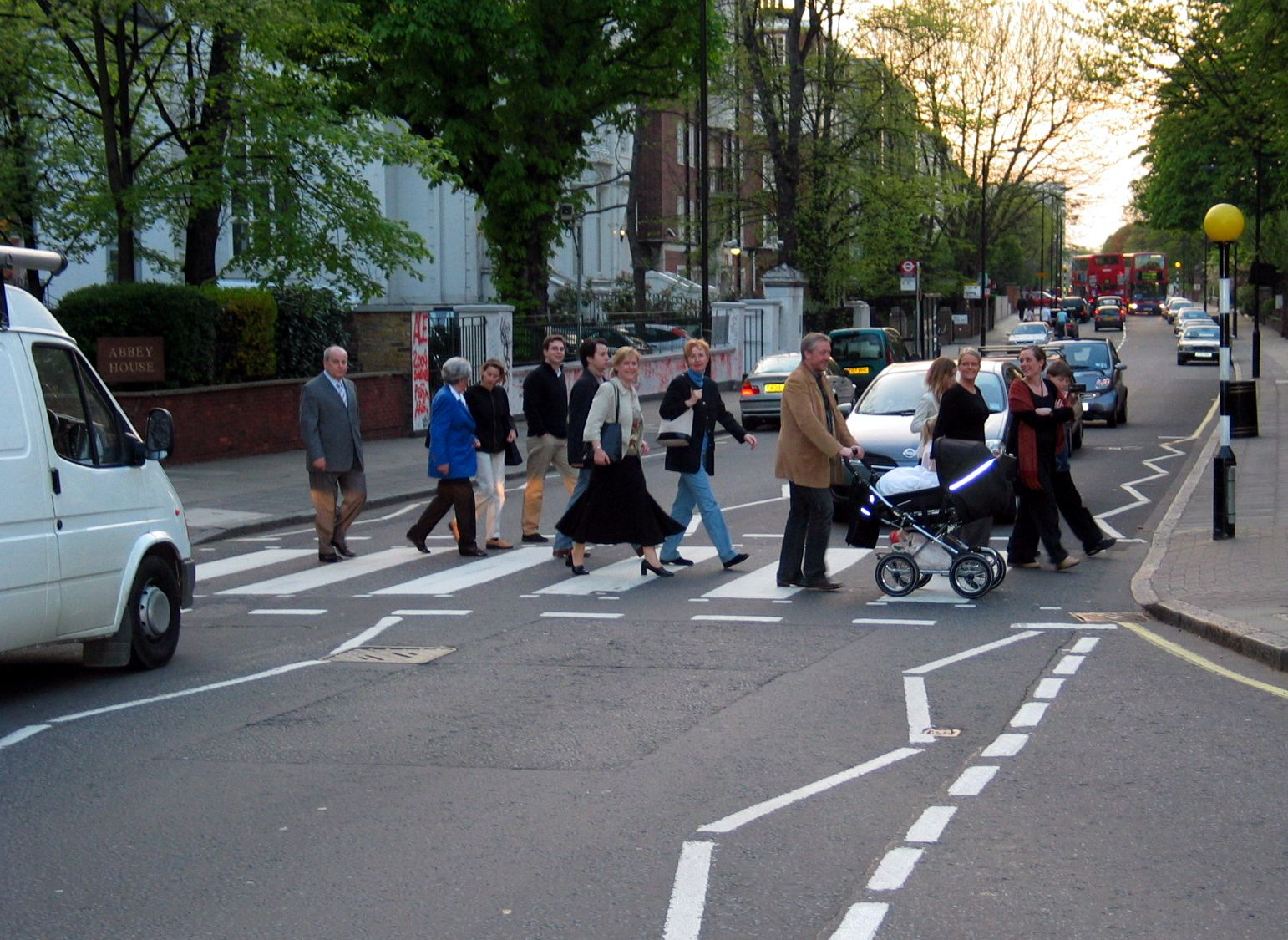
Le passage piéton figurant sur la pochette de l'album des Beatles Abbey Road.
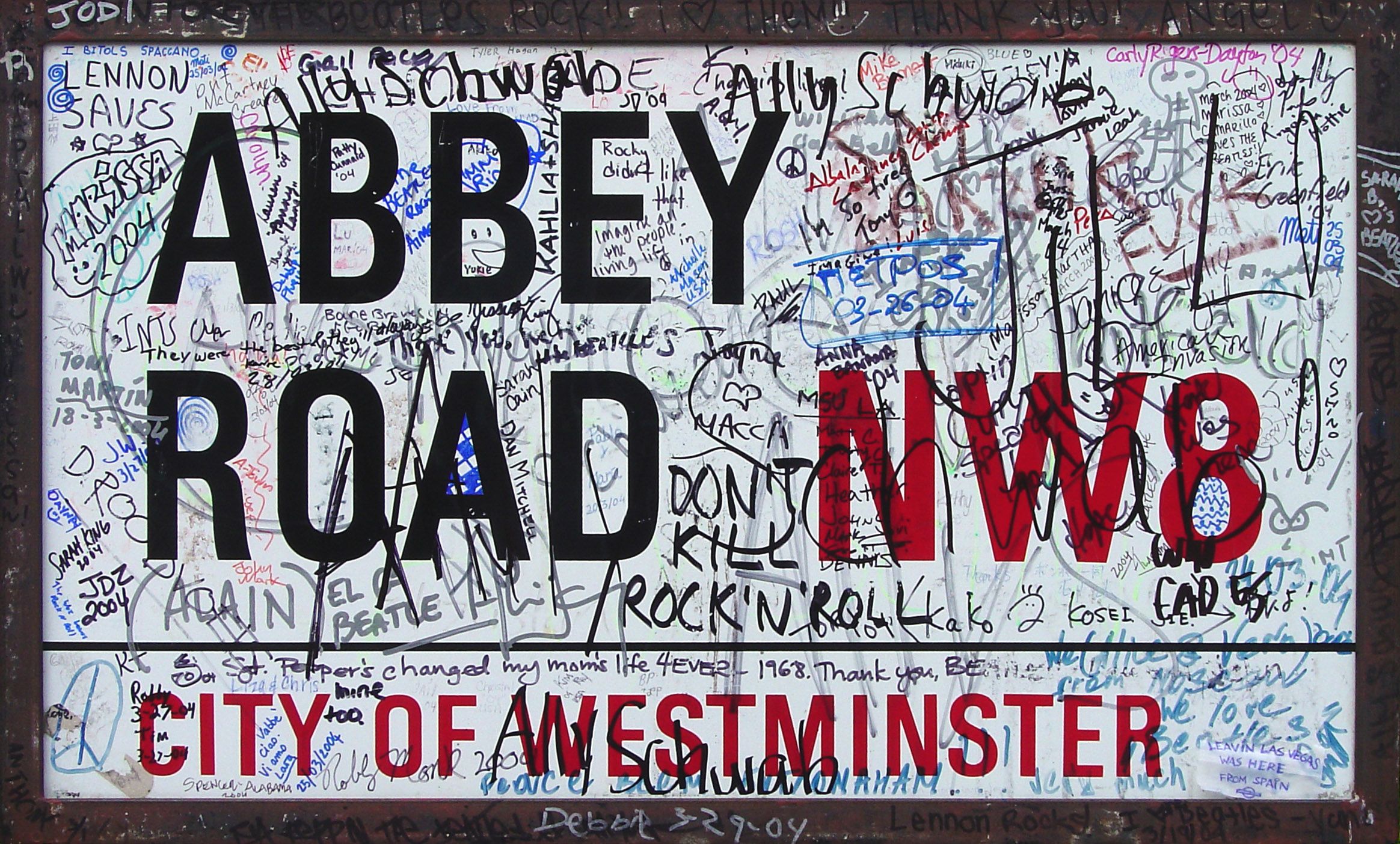
Un panneau d'Abbey Road couvert de graffitis.
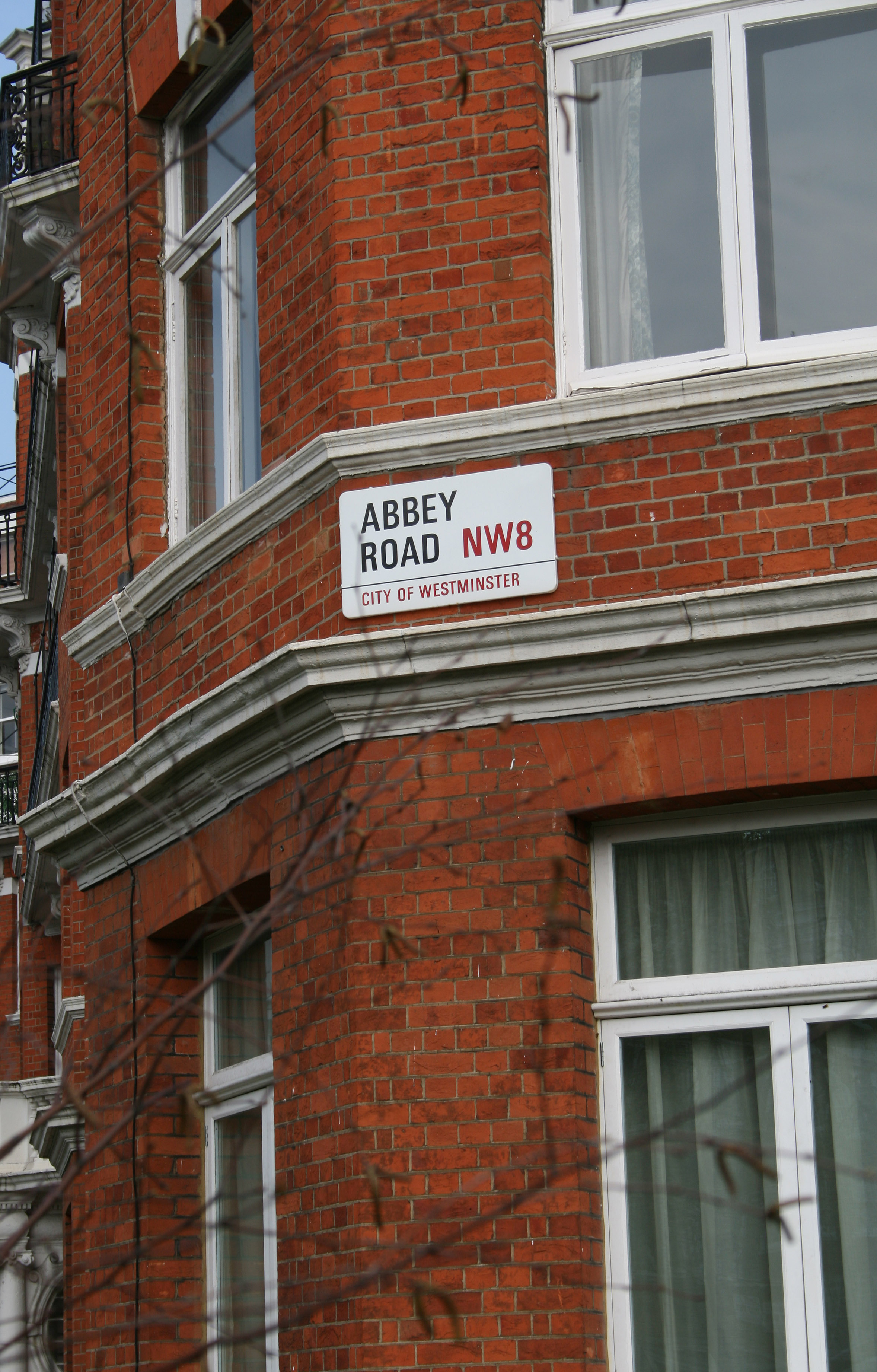
Un nouveau panneau fut placé hors de la portée des vandales en 2007.